# Colletotrichum gossypii
Colletotrichum gossypii är en svampart som beskrevs av Southw. 1891. Colletotrichum gossypii ingår i släktet Colletotrichum och familjen Glomerellaceae.   Inga underarter finns listade i Catalogue of Life.